# Омская епархия
О́мская епа́рхия — епархия Русской православной церкви, объединяющая приходы и монастыри в средней части Омской области (в границах города Омска, а также Азовского, Марьяновского, Омского и Таврического районов). Входит в состав Омской митрополии.
Образована 6 (18) января 1895 год путём выделения из Тобольской.

## История
Вопрос об открытии самостоятельной Омской епархии, путём выделения её из Тобольской, рассматривался на Соборе сибирских архипастырей в 1885 году. Создание новой епархии было направлено на улучшению народной нравственности, укреплению «религиозного состояния» сибирских приходов, искоренению раскола, распространению православия, а также улучшения архипастырьского управлению Церковью на территории Омского Прииртышья и выше по течению Иртыша.
По решению Святейшего Синода в конце 1887 года в Омске была образована особая комиссия из духовных, светских и военных лиц, которой поручили представить Тобольской духовной консистории предложения о выделении Омской епархии из Тобольской. Комиссия проработала почти год, однако рассмотрев результаты её работы, Тобольская духовная консистория решила ограничиться назначением в Омск викарного епископа.
Святейший Синод не согласился с таким решением, и в 1895 году подал на Высочайшее рассмотрение доклад об учреждении самостоятельной Омской епархии. 2 марта (18) февраля 1895 года доклад был утверждён Императором.
Территориальная площадь новообразованной Омской епархии составила более 1 млн квадратных вёрст, но население её составляло всего 350 тысяч человек. В состав епархии вошли все 57 церковных приходов Акмолинской и Семипалатинской областей, храмы Тюкалинского, Тарского, Ишимского округов Тобольской губернии, которые лежали ближе к Омску, чем к Тобольску (42 церкви Тюкалинского округа, 31 — Тарского, 19 — Ишимского с Ишимским духовным училищем), 11 церквей Каинского, Бийского и Барнаульского округов Томской губернии.
Конец 1920-х начало 1930-х годов было характерно ужесточение борьбы правительства СССР с религией. Прошли массовые аресты духовенства и верующих, закрытия и разрушения храмов, искусственное усложнение процедуры регистрации приходов.
В 1937 году началась кампания массового закрытия храмов. Было арестовано и в ходе Большого террора расстреляно подавляющее большинство представителей епископата и клира. С закрытием в 1939 году Никольской церкви в Игнатовке легально действующих церквей в епархии не осталось. К осени 1939 году у Московской Патриархии на весь СССР остались лишь по 2 правящих и викарных епископа соответственно. «С 1937 года по 1942-й на территории Сибири не было ни одного правящего архиерея», поэтому все сибирские епархии «прекратили своё бытие».
С 1942—1943 года на неоккупированной территории страны снова стали открываться церкви. В Омске было разрешено открыть два храма: Крестовоздвиженский на улице Тарской (стал соборным храмом) и Никольский в Ленинск-Омске на улице Труда (также стал соборным храмом). В области — ещё 4 прихода. Не позднее 1945 года в пределах Омской области было образовано благочиние, находившееся в ведении архиепископа Новосибирского Варфоломея (Городцева) — первого архиерея, назначенного в Сибирь после истребления епископата сибирских епархий в 1937—1938 годах. В конце 1946 года возродилась самостоятельная Омская епархия. Омский владыка Алексий (Пантелеев) добился того, чтобы 29 мая 1947 года в состав епархии включили и приходы Тюменской области — так образовалась Омско-Тюменская епархия.
На конец 1950-х годов пришёлся новый виток государственного давления на Церковь, который привёл к закрытию ряда храмов Тюменской области и новому изъятию Церковной собственности. Собор Русской Православной Церкви 1961 года изменил под государственным давлением «Положение о приходском управлении», что значительно ухудшило положение Церкви — во второй половине того года в Омской епархии были сняты с регистрации (фактически лишены права служить) 5 священников. Тогда же уполномоченный по делам РПЦ по Омской области предложил упразднить Омскую епархию, но его предложения не нашли поддержки в правительственных верхах.
В 1978 году был открыт молитвенный дом в городе Таре, которого верующие добивались с 1940-х годов.
В 1984 году по почину Омского владыки был установлен праздник в честь Собора Сибирских святых.
С 1988 года началось быстрое возвращение храмов епархии и учреждение новых. 25—26 января 1990 года Тюменская область отошла к восстановленной Тобольской епархии.
6 июня 2012 года из состава епархии были выделены самостоятельные Тарская, Калачинская и Исилькульская епархии с включением их и Омской епархии в состав новообразованной Омской митрополии.

## Названия
- 1895—1911 — Омская и Семипалатинская
- 1911—1913 — Омская и Акмолинская
- 1913—1937 — Омская и Павлодарская
- 1947—1990 — Омская и Тюменская
- 1990—2012 — Омская и Тарская
- 2012—2025 — Омская и Таврическая
- С 20 марта 2025 года — Омская и Прииртышская

## Епископы
- 18 февраля 1895 — 17 декабря 1900 — Григорий (Полетаев)
- 20 января 1901 — 6 сентября 1903 — Сергий (Петров)
- 6 сентября 1903 — 9 декабря 1905 — Михаил (Ермаков)
- 9 декабря 1905 — 18 февраля 1911 — Гавриил (Голосов)
- 18 февраля 1911 — 8 марта 1913 — Владимир (Путята)
- 8 марта 1913 — 30 июля 1914 — Андроник (Никольский)
- 30 июля 1914 — 4 июня 1915 — Арсений (Тимофеев)
- 4 июня 1915 — 10 марта 1920 — Сильвестр (Ольшевский)
- 1920—1922 — Димитрий (Беликов)
- ноябрь 1921 — июнь 1922 — Виктор (Богоявленский) в/у, епископ Барнаульский
- 4 марта — июль 1924 — Виссарион (Зорин) на кафедре не был
- 8 сентября 1924 — март 1925 — Иоанникий (Соколовский)
- март 1925 — 2 ноября 1928 — Виктор (Богоявленский)
- 23 января 1929 — 23 октября 1930 — Аркадий (Ершов)
- ноябрь 1930 — 14 июля 1931 — Герман (Коккель)
- 24 августа 1931 — августа 1935 — Алексий (Орлов)
- 9 сентября 1935 — ноябрь 1936 — Антоний (Миловидов)
- 23 февраля — июль 1937 — Филипп (Ставицкий)
- 5 июля 1937 — 3 января 1938 — Фотий (Пурлевский)
- 1938—1946 — кафедра вдовствовала
- 28 ноября 1946 — 11 сентября 1948 — Алексий (Пантелеев)
- 18 ноября 1948 — 21 февраля 1949 — Палладий (Шерстенников)
- 21 февраля 1949 — 31 июля 1952 — Ювеналий (Килин)
- 31 июля 1952 — 8 июля 1956 — Никандр (Вольянников)
- 1 сентября 1955 — 22 ноября 1956 — Венедикт (Пляскин) в/у
- 22 ноября 1956 — 21 февраля 1958 — Вениамин (Новицкий)
- 21 февраля 1958 — 27 июля 1959 — Мстислав (Волонсевич)
- май — июль 1958 — Венедикт (Пляскин) в/у
- 27 июля 1959 — 3 апреля 1961 — Сергий (Ларин)
- апрель 1961 — июнь 1962 — Венедикт (Пляскин) в/у
- 13 июня 1962 — 29 мая 1963 — Ермоген (Голубев)
- 29 мая — 9 октября 1963 — Иларион (Прохоров)
- 9 октября 1963 — 16 декабря 1969 — Николай (Кутепов)
- 16 декабря 1969 — 2 февраля 1972 — Андрей (Сухенко)
- 2 февраля 1972 — 23 октября 1974 — Мефодий (Мензак)
- 24 октября — 26 декабря 1974 — Гедеон (Докукин) в/у, епископ Новосибирский
- 26 декабря 1974 — 29 июля 1986 — Максим (Кроха)
- 29 июля 1986 — 27 июля 2011 — Феодосий (Процюк)
- 27 июля 2011 — 11 октября 2023 — Владимир (Иким)
- с 11 октября 2023 — Дионисий (Порубай)

## Благочиния и благочинные
Епархия разделена на 19 церковных округов:
в Омске
- Знаменское благочиние — протоиерей Николай Сопижук
- Казанское благочиние — протоиерей Михаил Вивчар
- Покровское благочиние — протоиерей Николай Бай
- Рождественское благочиние — протоиерей Сергий Носков
- Успенское благочиние ― протоиерей Василий Вивчар
- Центральное благочиние — протоиерей Василий Вивчар

в Омском районе
- Восточное благочиние — иерей Георгий Сидоренко
- Западное благочиние — иерей Владимир Масленников
- Северное благочиние — иерей Вячеслав Суховецкий
- Северо-Восточное благочиние ― иерей Олег Добрыгин
- Южное благочиние — протоиерей Игорь Скобеев

в других районах
- Азовское благочиние — иерей Александр Родкин
- Марьяновское благочиние — иерей Дмитрий Благодатный
- Таврическое благочиние — протоиерей Олег Наумов

специальные
- Благочиние воинских храмов — иерей Дионисий Гришин
- Благочиние кладбищенских храмов и часовен города Омска ― протоиерей Олег Цветков
- Благочиние монастырей ― игумен Амфилохий (Пономаренко)
- Благочиние тюремных храмов — протоиерей Алексий Айжинас
- Благочиние храмов при медицинских и социальных учреждениях — протоиерей Олег Цветков
- Благочиние храмов при учебных заведениях — протоиерей Димитрий Олихов
- Монастырское благочиние — игумен Амфилохий (Пономаренко)

## Монастыри
- Ачаирский монастырь Честного Креста Господня в селе Ачаир Омского района (женский)
- Никольский монастырь в деревне Большекулачье Омского района (мужской)
- Свято-Серафимовский женский монастырь на станции Татьяновская Марьяновского района (женский)

## СМИ
- Газета «Омские епархиальные ведомости»;
- Газета «Благовещение».

## Учебные заведения
- Омская духовная семинария (644024, г. Омск, ул. Лермонтова, 56);
- Школа в честь святителя Сильвестра Омского (644022, г. Омск, ул. Новороссийская, 5).